# Ye Chong
Ye Chong (n. 29 noiembrie 1969, Shanghai, Republica Populară Chineză) este un scrimer chinez, medaliat olimpic. A participat la 5 ediții ale Jocurilor Olimpice (1988, 1992, 1996, 2000, 2004) în care a câștigat o medalie de argint.